# الحادث العكسي
مغالطة الحادث العكسي هي مغالطة غير صورية يمكن أن تحدث في القياس المنطقي الإحصائي (حجة تستند إلى التعميم) تحصل عندما يتم تطبيق قاعدة تُطبق في الأصل على حالة استثنائية على جميع الحالات.

## نظرة عامة
على سبيل المثال:
إذا سمحنا للأشخاص الذين يعانون من الزرق باستخدام الماريجوانا الطبية فيجب السماح لجميع الأشخاص باستخدام الماريجوانا.
- الأشخاص المصابون بالزرق يستخدم الماريجوانا
- يجب السماح للأشخاص المصابين بالزرق باختيار المواد التي يريدون استخدامها.
- لذلك يجب السماح لجميع الأشخاص الذين يستخدمون الماريجوانا باختيار المواد التي يريدون استخدامها.

تسمى النسخة الاستقرائية من هذه المغالطة بالتعميم المتسرع.
تشبه هذه المغالطة المنحدر الزلق إذ تدعي المعارضة أنه في حال السماح بإجراء مقيد وجدلي مثل السماح للأشخاص الذين يعانون من الزرق باستخدام الماريجوانا الطبية عندها سيصبح الإجراء مقبول بشكل تدريجي كالسماح لجميع الأشخاص باستخدام الماريجوانا في نهاية المطاف. تشير الحجتان إلى أنه لا يوجد فرق بين الاستثناء والقاعدة وفي الواقع فإن حجج مغالطات المنحدر الزلق تستخدم الحادث العكسي بشكل مناقض لأساس الحجة. مع ذلك فهناك اختلاف رئيسي بين الاثنين هو النقطة والموقف الذي يتم مناقشته. الحجة أعلاه التي تستخدم الحادث العكسي هي حجة للاستخدام القانوني الكامل للماريجوانا بالنظر إلى أن مرضى الزرق يستخدمونها. الحجة القائمة على منحدر زلق تجادل ضد الاستخدام الطبي للماريجوانا لأنه سيؤدي إلى الاستخدام الكامل.